# Flevopolder

El Flevopolder es un área de varios pólderes en tierras ganadas al mar que conforman una isla creada por el hombre ubicada en la provincia de Flevoland en los Países Bajos. El Flevopolder se compone de dos pólderes, el pólder meridional (Zuidelijk), drenado y construido en 1968, y el oriental (Oostelijk), finalizado antes en 1955. En comparación con varios pólderes, el Flevopolder está rodeado completamente por agua, por lo cual podría decirse que es una isla, a veces es considerada la isla artificial más grande del mundo por su área 970 km². El Flevopolder, junto con el Noordoostpolder, forman la provincia de Flevoland ya que esta está constituida enteramente por pólderes.

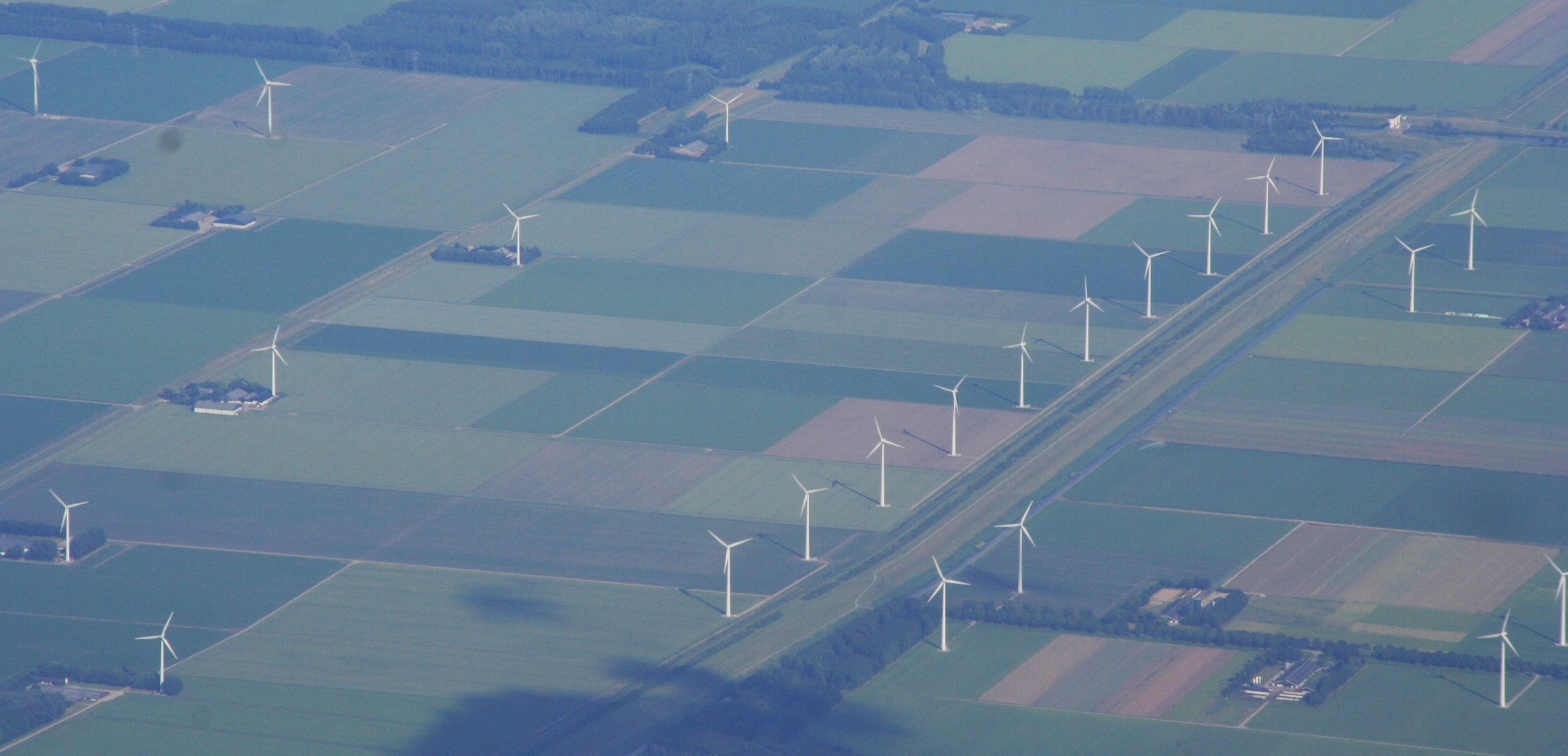
Vista aérea del Flevopólder

El nombre Flevopolder se retoma por el antiguo lago Flevo que fue secado enteramente por la construcción de tierras ganadas al mar. Actualmente el Flevopolder se ubica en una gran parte del original lago Flevo.

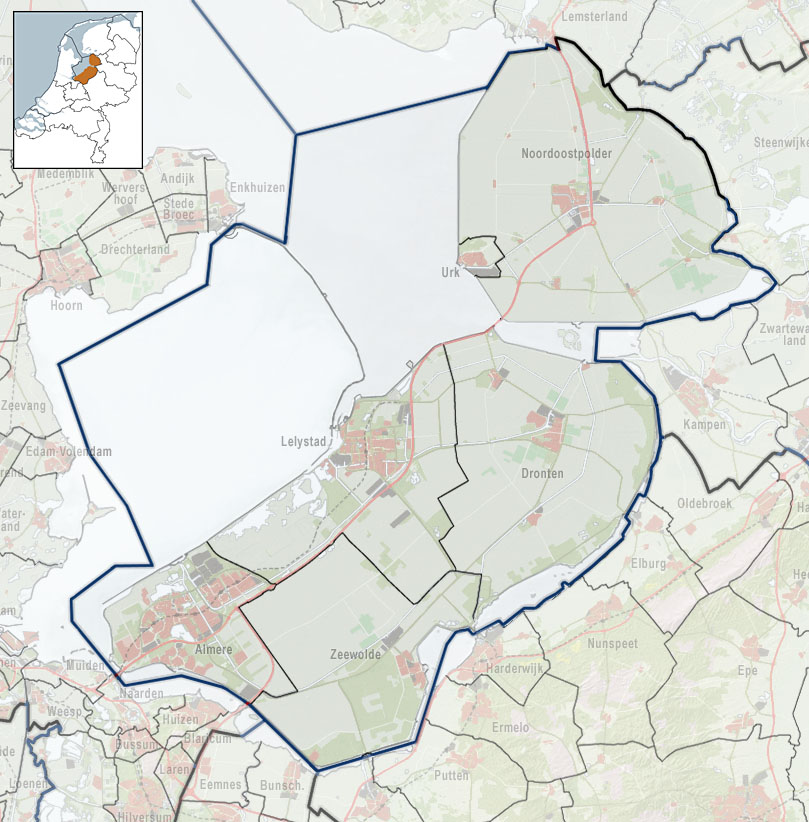
mapa de la provincia de Flevoland en 2010.

El Flevopolder está completamente rodeado por agua, bañado por los lagos de Ketelmeer, Vossemeer, Drontermeer, Veluwe, Wolderwijd, Nuldernauw, Nijkerkernauw, Eemmeer, Gooimeer, Markermeer, IJmeer y el IJsselmeer.
El pólder de Flevoland puede dividirse de en 2 formas:
En primer lugar, está la conocida división en Flevoland Oriental y Flevoland Meridional, ganadas al mar en 1957 y 1968 respectivamente. Estas partes están separadas por un dique (el Knardijk), que originalmente separaba el agua de Flevoland Oriental y actualmente protege una zona si la otra se inundara.
Además, el nivel del agua (de las aguas subterráneas y de las acequias y canales) es más alto en la parte sudoriental que en la noroccidental. Ambas partes se drenan por separado a través del Hoge Vaart y el Lage Vaart. Estos dos canales atraviesan ambos Flevolands y terminan en las estaciones de bombeo. En el sur de Flevoland se encuentra la estación de bombeo de Blocq van Kuffeler, en el este de Flevoland las estaciones de bombeo de Colijn, Wortman y Lovink. En los lugares donde el Hoge Vaart y el Lage Vaart cruzan el Knardijk, se han construido dos complejos de esclusas, el Hoge Knarsluis y el Lage Knarsluis, respectivamente.
Además de Flevoland Oriental y Meridional, también se acuñó el nombre de Flevoland Occidental, en referencia a la Markerwaard.